# 가라카와 유키
가라카와 유키(일본어: 唐川 侑己, 1989년 7월 5일 ~ )는 일본의 프로 야구 선수이며, 현재 퍼시픽 리그인 지바 롯데 마린스의 소속 선수(투수)이다.

## 인물

### 프로 입단 전
지바현 나리타시 출신으로 초등학교 3학년 때부터 야구를 시작해 투수를 맡았고 중학교 3학년때에는 K볼 나리타시 선발 에이스로서 전국 대회에 준우승을 이끌었다. 나리타 고등학교에 진학 후에는 1학년 때인 여름부터 벤치에 들어가 같은 해 가을부터 등번호 1번을 붙였다. 2학년 때 고시엔 춘계 대회에서 1차전 경기인 도쿠시마 현립 고마쓰시마 고등학교와의 대결에서 10개의 탈삼진을 빼앗아 완봉승을 거두는 등 단번에 지명도를 올렸다. 그러나 3학년 때인 봄대회와 여름 대회에서 각각 연장 12회말과 연장 14회말에 패전 투수가 되는 불운을 겪기도 했다.

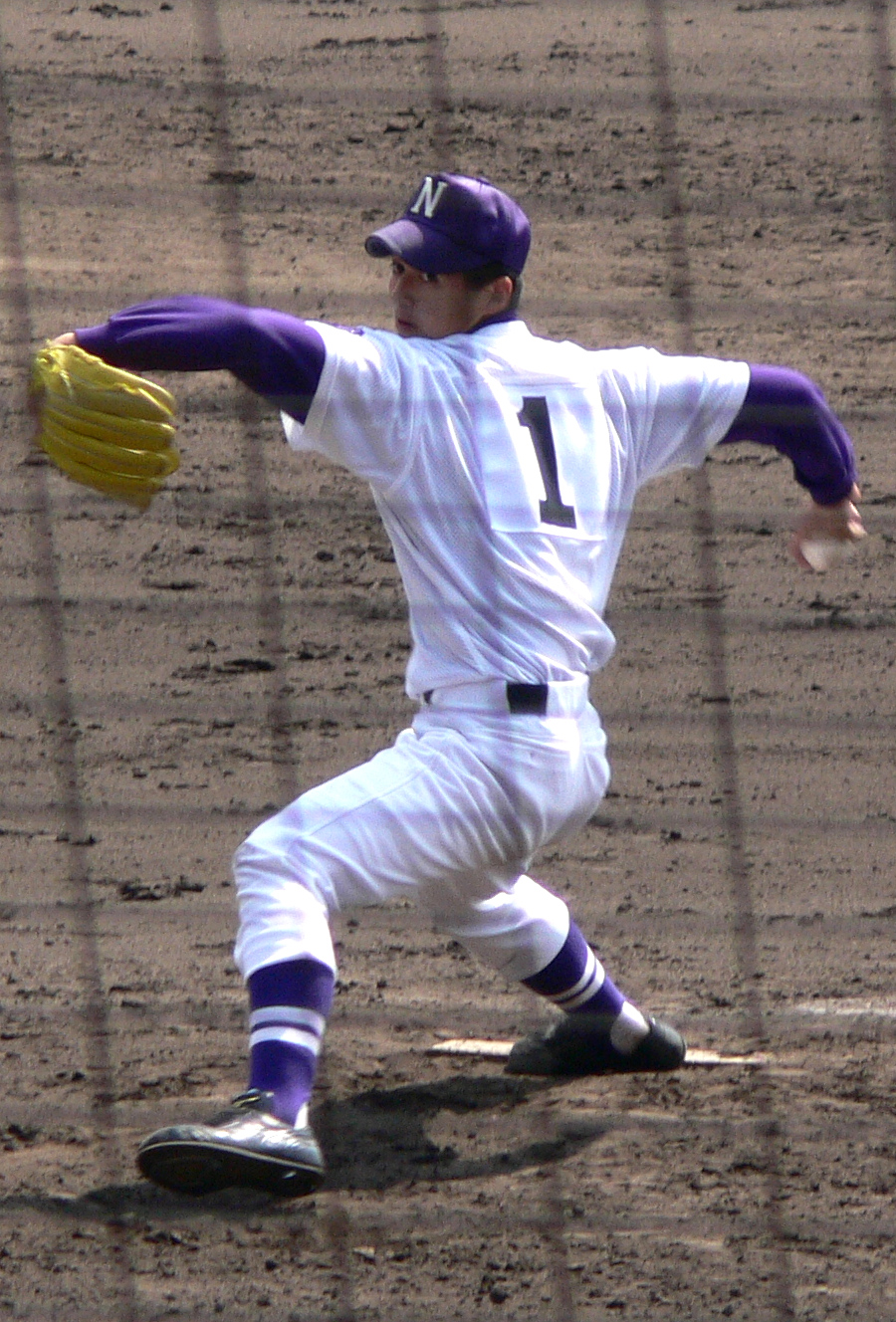
고교 시절의 가라카와

이후 2007년 고교생의 드래프트 후보로서 나카타 쇼, 사토 요시노리와 함께 고교 빅3(高校ビッグ3)로 불리기도 했다. 같은 해 프로 야구 드래프트 회의에서 지바 롯데 마린스와 히로시마 도요 카프로부터 1순위로 지명을 받아 추첨 결과 지바 롯데가 교섭권을 획득, 11월 6일에 계약금 9,000만엔과 연봉 1,000만엔(금액은 모두 추정)의 계약을 맺고 지바 롯데 마린스에 입단했다.

### 프로 입단 후

#### 2008년
이듬해 4월 23일, ‘고교 빅3’ 중에서 최초로 1군에 등록하면서 데뷔 무대인 4월 26일 후쿠오카 소프트뱅크 호크스전(야후 돔)에 첫 등판을 했다. 선발로서 등판하여 7이닝을 피안타 3개, 볼넷 1개, 탈삼진 5개를 기록하는 것을 포함해 무실점에서는 드래프트제 도입 이후 롯데 구단 사상 최초로 고졸 신인으로서의 프로 첫 등판과 첫 선발, 첫 승리를 달성했다. 또 이 승리는 헤이세이 태생의 프로 야구 선수의 승리 투수 제1호(平成生まれのプロ野球選手の勝利投手第1号)이기도 했다. 5월 3일의 두 번째 경기가 된 사이타마 세이부 라이온스전(지바 마린 스타디움)에서는 탈삼진 10개, 피안타 3개, 1실점 기록하여 고졸 신인으로서 드래프트 제도 시행 이후 처음으로 무볼넷 완투승(2승째)을 달성하는 등 교류전 직전까지는 팀 선발의 기둥으로서 활약했다.
그러나 그 이후에는 컨디션이 좀처럼 오르지 않아 특히 센트럴 리그 팀들과 상대하는 교류전에서 센트럴 리그의 팀들을 완전히 누르지 못했을 뿐만 아니라 퍼시픽 리그와 대전할 때 다시 돌아와도 그것도 변함없이 선발하는 것도 맞아 경기 초반에 강판당하는 경우가 많았다. 최종적으로 5승 4패, 평균자책점 4.85의 저조한 성적을 기록하여 시즌을 마감했다.

#### 2009년
5월 10일에 첫 완봉승을 기록하는 등 초반에는 호조를 보였지만, 여름 이후에는 좀처럼 승리 수가 나오지 않으면서 결국 5승으로 멈췄다. 팀의 마지막 경기가 된 10월 7일에 7이닝을 던지면 규정 투구 횟수가 도달하게 되지만 8실점을 기록하는 등 7회 1사의 상황에서 결국 강판 당해 규정 투구 횟수를 채우는 데에는 실패했다.

#### 2010년
5월 13일의 요코하마 베이스타스전에서 오른손에 타구를 맞아 부상을 당해 전치 1개월의 진단을 받아 등록이 말소되었다. 8월 12일, 홋카이도 닛폰햄 파이터스전에서 1군 복귀 후 첫 승리(6이닝 2실점)를 장식했지만 시즌을 통해서는 부상 슬럼프에 빠질 정도로 암울한 시즌을 보냈다. 6승은 올렸지만 선발 로테이션을 지키지는 못했고 헤이세이 시대에 태어난 이후 처음이 되는 일본 시리즈의 선발 등판을 했다.

#### 2011년
본인으로서 처음이 되는 올스타전 출전도 경험했고 어깨에 피로가 일어나고 있는 와중에 선발 로테이션을 지키는 등 처음으로 시즌 두 자릿수 승리를 기록했고 규정 투구 이닝을 채우는 데 성공했다.

## 플레이 스타일

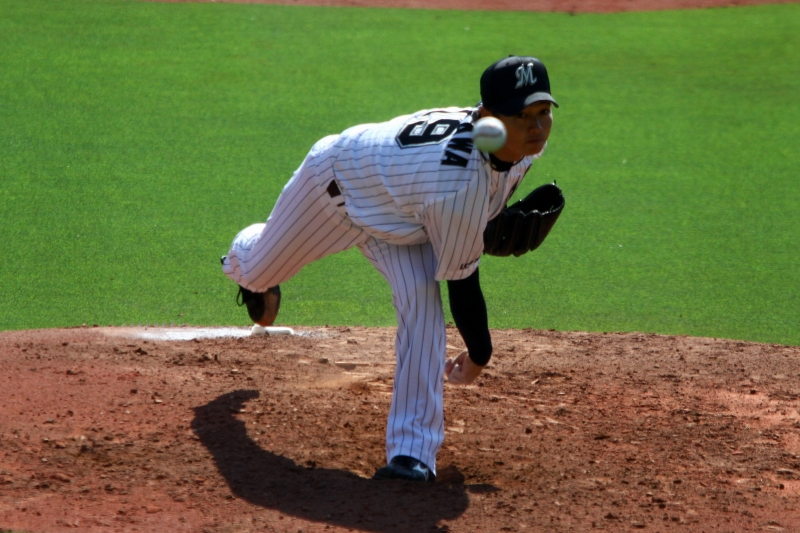
가라카와 유키(2011년)

최고 속도인 148km/h이지만 컨트롤을 중시하는 스타일로 투구를 하고 있기 때문에 130km/h대 후반에 구속을 안정시키고 있다. 와인드 업을 했을 시에는 느긋한 모션으로부터 절도 있는 직구를 던져 140km/h 전후의 직구가 140km/h대 후반에 느끼기 위해서 직구만으로도 삼진을 빼앗을 수 있다. 입단 초에는 퀵에 약했지만 프로 2년차에는 서서히 극복하고 있었다.
구종은 주로 직구와 날카로운 슬라이더, 세로의 커브로 완급을 붙이는 투구를 한다. 그 외에 컷볼, 체인지업, 투심 속구 같은 슈트를 혼합하는 포크볼을 던진다.

## 상세 정보

### 출신 학교
- 나리타 고등학교

### 선수 경력
- 지바 롯데 마린스(2008년 ~ )

### 개인 기록

#### 첫 기록
- 첫 등판·첫 선발·첫 승리 : 2008년 4월 26일, 대 후쿠오카 소프트뱅크 호크스 8차전(후쿠오카 Yahoo! JAPAN 돔), 7이닝 무실점
- 첫 탈삼진 : 상동, 1회말에 가와사키 무네노리로부터
- 첫 완투 승리 : 2008년 5월 3일, 대 사이타마 세이부 라이온스 7차전(지바 마린 스타디움), 9이닝 1실점
- 첫 완봉 승리 : 2009년 5월 10일, 대 도호쿠 라쿠텐 골든이글스 8차전(지바 마린 스타디움)
  - 이상의 기록은 모두 헤이세이 시대에 태어난 야구 선수로서의 첫 기록이기도 하다.

#### 기록 달성 경력
- 통산 1000투구 이닝 : 2017년 4월 16일, 대 사이타마 세이부 라이온스 전(지바 마린 스타디움)

#### 기타
- 올스타전 출장 : 1회(2011년)

### 등번호
- 19(2008년 ~ )

### 연도별 투수 성적
| 연 도       | 소 속       | 등 판 | 선 발 | 완 투 | 완 봉 | 무 4 구 | 승 리 | 패 전 | 세 이 브 | 홀 드 | 승 률 | 타 자 | 이 닝  | 피 안 타 | 피 홈 런 | 볼 넷 | 고 4 | 몸 맞 | 탈 삼 진 | 폭 투 | 보 크 | 실 점 | 자 책 점 | 평 자 책 | W H I P |
| ----------- | ----------- | ----- | ----- | ----- | ----- | ------- | ----- | ----- | -------- | ----- | ----- | ----- | ------ | -------- | -------- | ----- | ---- | ----- | -------- | ----- | ----- | ----- | -------- | -------- | ------- |
| 2008년      | 지바 롯데   | 15    | 15    | 1     | 0     | 1       | 5     | 4     | 0        | 0     | .556  | 358   | 81.2   | 102      | 8        | 12    | 0    | 3     | 57       | 1     | 0     | 52    | 44       | 4.85     | 1.40    |
| 2009년      | 지바 롯데   | 21    | 21    | 3     | 1     | 2       | 5     | 8     | 0        | 0     | .385  | 596   | 143.1  | 145      | 11       | 28    | 2    | 6     | 115      | 0     | 0     | 62    | 58       | 3.64     | 1.21    |
| 2010년      | 지바 롯데   | 11    | 11    | 2     | 1     | 0       | 6     | 3     | 0        | 0     | .667  | 306   | 73.0   | 69       | 3        | 20    | 0    | 4     | 51       | 1     | 0     | 24    | 22       | 2.71     | 1.22    |
| 2011년      | 지바 롯데   | 24    | 24    | 5     | 3     | 2       | 12    | 6     | 0        | 0     | .667  | 681   | 168.1  | 146      | 6        | 35    | 0    | 8     | 122      | 1     | 0     | 50    | 45       | 2.41     | 1.08    |
| 2012년      | 지바 롯데   | 12    | 12    | 3     | 0     | 1       | 8     | 2     | 0        | 0     | .800  | 341   | 84.2   | 81       | 4        | 15    | 1    | 2     | 32       | 0     | 1     | 26    | 25       | 2.66     | 1.12    |
| 2013년      | 지바 롯데   | 27    | 27    | 0     | 0     | 0       | 9     | 11    | 0        | 0     | .450  | 728   | 168.0  | 185      | 12       | 46    | 2    | 3     | 80       | 2     | 0     | 85    | 78       | 4.18     | 1.38    |
| 2014년      | 지바 롯데   | 23    | 19    | 1     | 0     | 0       | 4     | 9     | 0        | 1     | .308  | 520   | 116.0  | 146      | 10       | 33    | 1    | 8     | 62       | 3     | 1     | 65    | 60       | 4.66     | 1.54    |
| 2015년      | 지바 롯데   | 12    | 12    | 0     | 0     | 0       | 5     | 4     | 0        | 0     | .556  | 288   | 62.2   | 78       | 9        | 27    | 0    | 3     | 31       | 1     | 0     | 45    | 44       | 6.32     | 1.68    |
| 2016년      | 지바 롯데   | 15    | 15    | 1     | 1     | 0       | 6     | 6     | 0        | 0     | .500  | 373   | 88.2   | 84       | 2        | 37    | 1    | 3     | 64       | 1     | 3     | 30    | 28       | 2.84     | 1.36    |
| 2017년      | 지바 롯데   | 21    | 21    | 1     | 0     | 0       | 5     | 10    | 0        | 0     | .333  | 555   | 126.1  | 135      | 18       | 37    | 0    | 7     | 86       | 1     | 2     | 69    | 63       | 4.49     | 1.36    |
| 통산 : 10년 | 통산 : 10년 | 181   | 177   | 17    | 6     | 6       | 65    | 63    | 0        | 1     | .508  | 4746  | 1112.1 | 1171     | 83       | 290   | 7    | 47    | 700      | 11    | 7     | 508   | 467      | 3.78     | 1.31    |

- 2017년 시즌 종료 기준
- 굵은 글씨는 시즌 최고 성적.

### 연도별 수비 성적
| 연도 | 소속      | 투수  | 투수  | 투수  | 투수  | 투수  | 투수     |
| 연도 | 소속      | 경 기 | 척 살 | 보 살 | 실 책 | 병 살 | 수 비 율 |
| ---- | --------- | ----- | ----- | ----- | ----- | ----- | -------- |
| 2008 | 지바 롯데 | 15    | 3     | 8     | 1     | 1     | .917     |
| 2009 | 지바 롯데 | 21    | 7     | 24    | 0     | 1     | 1.000    |
| 2010 | 지바 롯데 | 11    | 4     | 8     | 0     | 0     | 1.000    |
| 2011 | 지바 롯데 | 24    | 6     | 31    | 0     | 1     | 1.000    |
| 2012 | 지바 롯데 | 12    | 4     | 14    | 0     | 1     | 1.000    |
| 2013 | 지바 롯데 | 27    | 5     | 25    | 1     | 2     | .968     |
| 2014 | 지바 롯데 | 23    | 3     | 27    | 0     | 2     | 1.000    |
| 2015 | 지바 롯데 | 12    | 3     | 7     | 2     | 0     | .833     |
| 2016 | 지바 롯데 | 15    | 10    | 17    | 0     | 4     | 1.000    |
| 2017 | 지바 롯데 | 21    | 9     | 22    | 2     | 0     | .939     |
| 통산 | 통산      | 181   | 54    | 183   | 6     | 12    | .975     |

- 2017년 시즌 종료 기준